# Троскунов Лев Ізраїльович
Лев Ізраїльович Троскунов (журналістський псевдонім — Андрій Василько) (1903, місто Юзівка, тепер Донецьк Донецької області — 23 грудня 1968, місто Київ) — український радянський діяч, журналіст, директор інформагентства «РАТАУ» (1949—1950). Депутат Верховної Ради УРСР 2-го скликання. Кандидат у члени ЦК КП(б)У в травні 1940 — серпні 1946 року і в січні 1949 — вересні 1952 р. Член ЦК КП(б)У в серпні 1946 — січні 1949 р. 

## Біографія
З 1921 року працював у пресі. Розпочав свій трудовий шлях літературним співробітником окружної газети «Диктатура труда» на Донбасі.
Член ВКП(б) з 1925 року.
У 1930—1932 роках — завідувач виробничого відділу газети ЦК ВКП(б) «Рабочая газета».
У 1932—1934 роках — завідувач металургійного відділу газети «За индустриализацию», завідувач відділу і заступник відповідального редактора газети ЦК ВКП(б) «Труд».
З травня 1934 по квітень 1936 року працював відповідальним редактором «Луганської правди», одночасно з серпня 1934 року — перший завідувач новоствореного видавництва «Луганська правда».
У 1937—1938 роках — завідувач фотохроніки Союзфото в Москві.
У 1938 — червні 1941 року — редактор республіканської газети «Советская Украина».
З червня 1941 року — в Червоній армії. Учасник німецько-радянської війни. У 1941 році очолював радіомовлення Південно-Західного фронту, працював відповідальним редактором фронтової газети «Красная Армия» Південно-Західного фронту. Потім був відповідальним редактором фронтової газети «Сталинское знамя» Сталінградського фронту, а у 1943 році — відповідальним редактором фронтової україномовної газети «За честь Батьківщини» Воронезького і 1-го Українського фронтів.
У жовтні — грудні 1943 року — відповідальний редактор республіканської газети «Советская Украина». У січні 1944 — жовтні 1948 року — відповідальний редактор республіканської газети «Правда Украины».
У жовтні 1948 — травні 1950 року — директор Радіотелеграфного агентства України (РАТАУ).
З жовтня 1950 по квітень 1953 року працював заступником голови Комітету радіоінформації при Раді міністрів УРСР із республіканського мовлення.
У квітні 1953 — 1954 року — заступник начальника Головного управління радіоінформації Міністерства культури УРСР.
У 1954 — грудні 1968 року — заступник відповідального редактора республіканської газети «Правда Украины».

## Звання
- старший батальйонний комісар
- підполковник
- полковник

## Нагороди
- два ордени Трудового Червоного Прапора (23.01.1948, 26.04.1963)
- орден Червоного Прапора (10.01.1944)
- орден Червоної Зірки (4.02.1943)
- медаль «За оборону Сталінграда»
- медаль «За трудову доблесть» (4.05.1962)
- медалі